# El Sueño (Detaille)
El Sueño (en francés:Le Rêve) es un cuadro de Jean Baptiste Édouard Detaille que pintó en 1888. Se encuentra actualmente en Museo Louvre-Lens, en préstamo del Museo de Orsay de París.

## Descripción y temática
El Sueño es una pintura militar de cuya especialidad Édouard Detaille era un experto. Representa a unos soldados franceses dormidos en su campamento. En concreto, se trata de jóvenes reclutas de la Tercera República Francesa durante las maniobras de verano, probablemente en Champaña. Sueñan con la gloria de sus predecesores y tomar su venganza de la guerra franco-prusiana de 1870. En una alegoría patriótica, se dibujan en el cielo, de manera voluntaria no separados, los soldados del Año II y de Austerlitz (Primera República y Primer Imperio), del Trocadero y de la expedición de Argel (Restauración), los batallones de Magenta y de Solférino (Segundo Imperio), los supervivientes de Gravelotte y de Reichshoffen (guerra de 1870).
Este tipo de género de pintura pertenece al ambiente boulangista de la época, que muestra la nostalgia de Francia victoriosa y unida, y uno de los fundamentos de la leyenda napoleónica, porque ponen todas las imágenes del recuerdo de una lejana Francia mítica. Para el autor es una «toma de posición política directa», mostrando su apoyo al general Georges Boulanger y una celebración del ejército.

## Compra, exhibición y conservación
El gobierno francés lo compró e1 1888, guardado en el Museo de Orsay, formó parte de las colecciones del museo de Luxemburgo (1889-1926), del museo del Ejército (1926-1986) y del museo del Louvre (1986).
La pintura fue exhibida en 1888 en el Salón de artistas franceses de París - donde el autor fue medallista-, en la Exposición Universal de París  de 1889 y la Exposición Universal de San Francisco (1915). La pintura fue reproducida en numerosos medios de comunicación hasta después de la Primera Guerra Mundial. Está expuesta en el museo Louvre-Lens.